# گامپولاولا
گامپولاولا (به لاتین: Gampolawela) یک منطقهٔ مسکونی در سری‌لانکا است که در استان مرکزی (سری‌لانکا) واقع شده‌است.